# Coniopteryx pembertoni
Coniopteryx pembertoni är en insektsart som beskrevs av Douglas E. Kimmins 1953. Coniopteryx pembertoni ingår i släktet Coniopteryx och familjen vaxsländor. Inga underarter finns listade i Catalogue of Life.